# Angikuni
Angikuni (Anjikuni) – jedno z kilku jezior położonych wzdłuż rzeki Kazan w północnej Kanadzie na terytorium Nunavut. Na południe od jeziora Angikuni znajduje się jezioro Ennadai, na północ jezioro Yathkyed. Jezioro leży w obszarze prekambryjskich skał wulkanicznych.

## Pierwszy Europejczyk
W 1948 roku, kanadyjski badacz Farley Mowat, podczas swojej podróży przybył na jezioro Angikuni. Tutaj, na terytorium Indian Inuit, odkrył kopiec nagrobny charakterystyczny dla regionalnej kultury. W kopcu znajdowało się drewniane pudełko z przyrządami ciesielskimi. Mowat podejrzewał, iż pierwotnym właścicielem mógł być inny badacz europejski, Samuel Hearne, który przybył tu w 1770 roku. Pomnik natomiast, mógł zostać zbudowany przez Francisa Croziera w 1848 roku podczas nieudanej ekspedycji poszukującej Przejścia Północno-Zachodniego prowadzonej przez Johna Franklina.

## Tajemnicze zniknięcie
W 1930 roku reporter z The Pas (Manitoba) doniósł, iż mała wioska Inuitów, leżąca nad jeziorem zniknęła. Osada służyła myśliwym futer za bazę. Traper Joe Labelle (LaBelle) 10 stycznia 1930 roku, odwiedzając wioskę znalazł ją opuszczoną, jednakże ślady jakie zastał wskazywały, iż zniknięcie mieszkańców nastąpiło nagle. Na miejscu zastał zamarznięty pokarm nad paleniskiem, niedokończone koszule z igłami, broń myśliwską oraz siedem martwych psów. Wszystkie groby przodków plemienia zostały rozkopane, a zwłoki zniknęły. Zagadkowe zaginięcie Labelle zgłosił miejscowej policji. Poszukiwania zaginionych mieszkańców nie przyniosły sukcesu. Dwa tysiące lub 30 mieszkańców według innych źródeł, mężczyzn, kobiet i dzieci nigdy nie odnaleziono.
Po zniknięciu osady pojawiło się wiele teorii. Zwolennicy teorii UFO twierdzą, iż wioska została porwana przez przybyszów z innej planety. Według kanadyjskiej policji konnej historia zaginięcia jest nieprawdziwa, a istnienie tak dużej osady na tej szerokości geograficznej było mało prawdopodobne.